# IINA
IINA è un lettore multimediale libero per macOS scritto in Swift e basato su mpv.